# Filozofia chrześcijańska

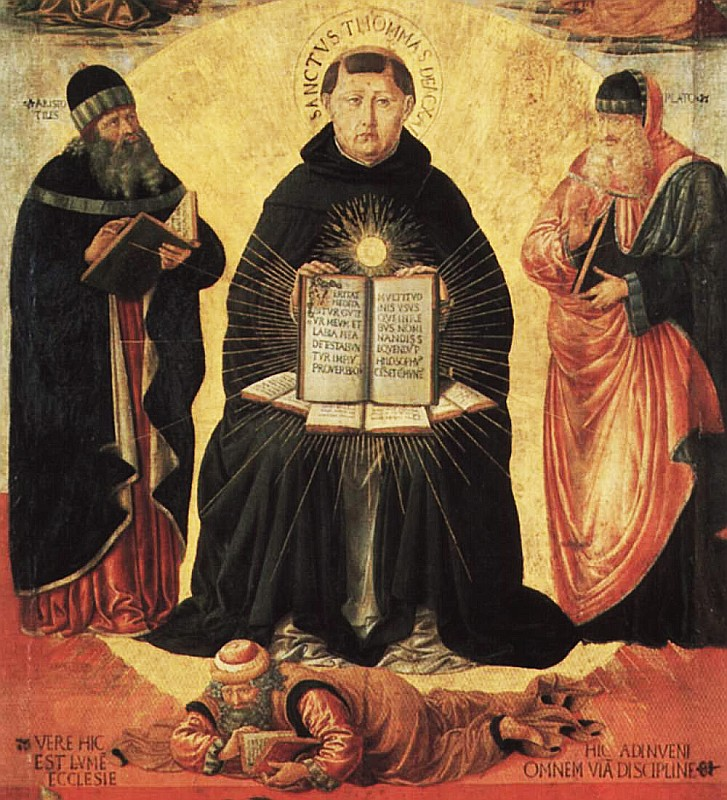
Triumf Św. Tomasza z Akwinu, Luwr, Paryż

Filozofia chrześcijańska – termin oznaczający różne kierunki, prądy, tradycje i poglądy filozoficzne bazujące w różnym stopniu na chrześcijaństwie. Zasadność wyróżniania filozofii chrześcijańskiej, jak i jej zakres znaczeniowy są przedmiotem sporów.
Filozofia chrześcijańska miała powstać w II w. n.e. jako odpowiedź na potrzebę racjonalnego ugruntowania rozwijającej się nowej religii i zmierzenia się z poglądami pogan. Rozwój filozofii chrześcijańskiej przypadać miał na średniowiecze. Wraz z renesansem znaczenie filozofii średniowiecznej miało maleć. Chrześcijańską refleksję filozoficzną odnowiła pod koniec XIX wieku neoscholastyka.

## Spór o filozofię chrześcijańską
Tacy krytycy, jak Émile Bréhier zarzucają pojęciu filozofia chrześcijańska nieostrość i nieprzydatność. Sugeruje ono, że istnieje jakiś specyficznie chrześcijański sposób filozofowania, wspólny dla wszystkich „chrześcijańskich filozofów”. Sugeruje też ciągłość pomiędzy okresem patrystycznym, poprzez filozofię średniowieczną, aż do czasów współczesnych. Chrześcijańska filozofia łączyć ma także filozofów związanych z katolicyzmem, protestantyzmem i prawosławiem.
Tymczasem jednak myśl filozofów określanych jako „chrześcijańskich” jest bardzo różnorodna i trudna w niej znaleźć takie wspólne elementy. Głębsze badania nad filozofią średniowieczną, uznawanej wcześniej za par excellence chrześcijańską, wykazały jej złożoność i różnorodność.
Dodatkowo termin ten luźno operuje słowem filozofia, uznając za nią również teologię, czy wszelkie przejawy ogólniejszej refleksji nad rzeczywistością. Pomiędzy końcem starożytności a ponownym odkryciem pism Arystotelesa w renesansie XII wieku nie istniała systematyczna filozofia, a jedynie „[s]trzępy doktryn greckich mniej lub bardziej zręcznie doczepione do jakiejś teologii”.
Obrony pojęcia filozofii chrześcijańskiej podjęli się XX wieczni neoscholastycy, m.in. Étienne Gilson. Wskazywał on, że mimo braku precyzji, pojęcie to można uznać za użyteczne. Wskazuje ono bowiem na główną cechę filozofii średniowiecznej, jako filozofii przyjmującej za prawdę objawienie biblijne. Starając się zdefiniować filozofię chrześcijańską, pisze:

Za filozofię chrześcijańską uznać trzeba [...] wszelką filozofię,
która rozgraniczając dwa porządki poznania (wiarę i rozum) uznaje
Objawienie chrześcijańskie zawarte w Biblii nie tylko za niezbędną pomoc
dla rozumu ale i konieczną inspirację, bez której pewne problemy
filozoficzne nie zostałyby podjęte w ogóle.

## Nurty chrześcijańskiej refleksji filozoficznej
Ujmując szeroko filozofię chrześcijańską, jej początków można szukać w filozofii patrystycznej. Filozoficznie większe znaczenie ma filozofia chrześcijańskiego Wschodu, jako bardziej oryginalna i teoretyczna. Duże znaczenie dla rozwoju myśli chrześcijańskiej miały polemiki z heterodoksyjnym gnostycyzmem, odnowionym w neoplatońskim duchu pogaństwem i manicheizmem. Najwybitniejszymi filozofami patrystycznymi byli św. Augustyn, Orygenes, Klemens z Aleksandrii, Tertullian, Ireneusz z Lyonu i ojcowie kapadoccy.
Wraz z upadkiem Rzymu tradycja refleksji filozoficznej na Zachodzie zanika. Filozofia o charakterze chrześcijańskim praktykowana jest przez filozofów bizantyjskich. Wraz z upadkiem Konstantynopola znaczenie refleksji filozoficznej w prawosławiu zmalało, ale duża część tradycji bizantyjskiej rozpowszechniła się w renesansowych Włoszech.
Na Zachodzie stopniowe odrodzenie filozofii przypada na przełom VIII i IX w. (renesans karoliński), a szczególnie na wiek XI i XII (renesans XII wieku). Praktycznie cała zachodnioeuropejska filozofia średniowieczna ma charakter chrześcijański i w znacznym stopniu podporządkowana jest teologii („philosophia ancilla theologiae”).
Koniec średniowiecza nie oznaczał końca wpływów chrześcijaństwa na filozofię. Rozwija się filozofia związana z protestantyzmem. W nowożytności, doktryna chrześcijańska, jak i chrześcijański Bóg pełnią ważną rolę u tak różnych filozofów jak Kartezjusz, Immanuel Kant czy Søren Kierkegaard.
W XX wieku następuje rozwój neotomizmu, kontynuującego tradycje średniowieczne. Do chrześcijaństwa odwołuje się także personalizm chrześcijański (Jacques Maritain, Pierre Teilhard de Chardin) czy francuska filozofia ducha (Louis Lavelle). Wiele dwudziestowiecznych stanowisk filozoficznych miało również swoje chrześcijańskie oblicze (np. egzystencjalizm chrześcijański Gabriela Marcela, fenomenologia Józefa Tischnera, czy związana z marksizmem teologia wyzwolenia). Bardzo ważną rolę pełni chrześcijaństwo w filozofii rosyjskiej, szczególnie u myślicieli renesansu religijno-filozoficznego.

## Etyka chrześcijańska
Podobnie jak filozofia chrześcijańska, etyka chrześcijańska nie jest pojęciem jednoznacznym. W szczególności, podziały wewnątrz chrześcijaństwa są podstawą dla odmiennych etyk. Również w ramach poszczególnych odłamów chrześcijaństwa, poszczególne tradycje teologiczne i filozoficzne, znajdowały swoje odbicie w odrębnych doktrynach etycznych. W katolicyzmie dominującą doktryną etyczną jest tomizm. 